# Conny Heidkamp
Conrad "Conny" Heidkamp (Düsseldorf, 27. rujna 1905. – München, 6. ožujka 1994.) bio je njemački nogometaš i trener.
U razdoblju od 1927. do 1930. godine, skupio je 9 nastupa za njemačku reprezentaciju, i pritom postigavši jedan pogodak. Nastupao je kao branič za Düsseldorfer SC 99 i Bayern München. 
U Bayern Münchenu, 1932. je kratko postao kapetanom u pobjedi protiv Eintracht Frankfurta u finalu njemačkog prvenstva. Kratko je postao i trener kluba, u razdoblju između 1943. i 1945. godine.
Preminuo je 1994. godine u Münchenu, u dobi od 88. godina.